# Cecília mecklenburg–schwerini hercegnő
Mecklenburg–Schwerini Cecília Aguszta Mária (németül: Cecilie Auguste Marie Herzogin zu Mecklenburg-Schwerin; Schwerin, 1886. szeptember 20. – Bad Kissingen, 1954. május 6.), a Mecklenburgi-ház schwerini ágából származó német hercegnő, aki Poroszországi Vilmos trónörökössel kötött házassága révén porosz királyi és német császári koronahercegné, majd névlegesen királyné és császárné.

## Élete

### Származása és gyermekkora
Cecília hercegnő 1886-ban született III. Frigyes Ferenc mecklenburg–schwerini nagyherceg és Anasztaszija Mihajlovna orosz nagyhercegnő harmadik, utolsó gyermekeként. Boldog gyermekkorát a schwerini kastélyban töltötte; és szoros kapcsolatot alakított ki egyetlen nénjével, Alexandrinával, aki később Dánia királynéja lett.

### Házassága
1905. június 6-án, Berlinben Cecília hercegnő feleségül ment Vilmos porosz királyi és német császári herceghez, a német trón örököséhez, II. Vilmos császár és Auguszta Viktória császárné legidősebb gyermekéhez. A házassággal Cecília porosz királyi és német császári hercegné, illetve német trónörökösné lett. Vilmosnak és Cecíliának összesen hat gyermeke született:

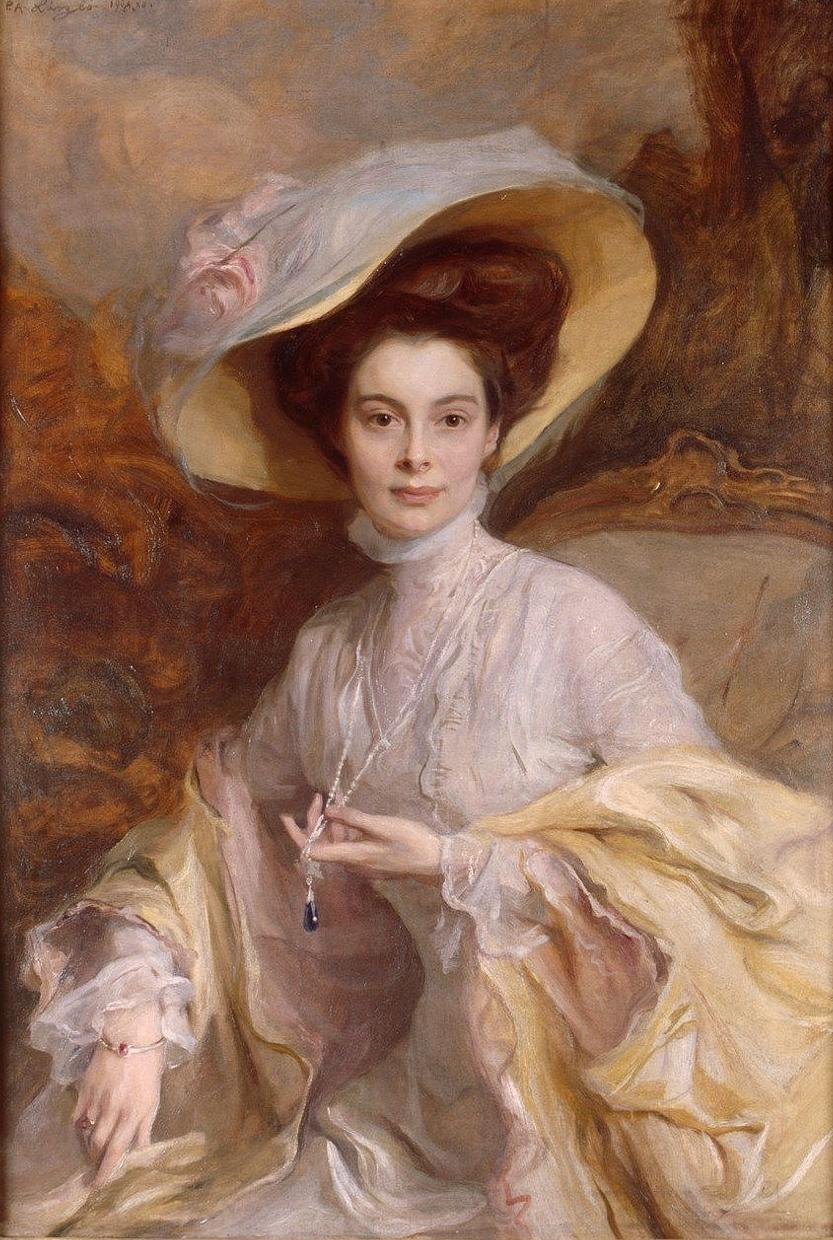
Cecília trónörökösné (László Fülöp Elek, 1908)

- Vilmos Frigyes porosz herceg (1906. július 4. – 1940. május 26.)
- Lajos Ferdinánd porosz herceg (1907. november 7. – 1994. szeptember 25.), Németország és Poroszország névleges uralkodója
- Hubert porosz herceg (1909. szeptember 30. – 1950. április 8.)
- György Frigyes porosz herceg (1911. december 19. – 1966. április 20.)
- Alexandrina porosz hercegnő (1915. április 7. – 1980. április 7.)
- Cecília porosz hercegnő (1917. szeptember 5. – 1975. április 21.).

Cecília hercegné intelligens és csinos nő volt, aki nagy népszerűségre tett szert az egyszerű emberek körében éppúgy, mint a császári udvarban. Igyekezett divatosan és elegánsan öltözködni, alakja példaképpé vált a korabeli német nők számára. Házassága a trónörökössel harmonikus és békés volt, Vilmos rajongott szép feleségéért. A család a nyarakat Marmorpalaisban, a teleket általában a berlini trónörökösi palotában töltötték.

### A világháború és következményei
A családi boldogságnak az első világháború vetett véget, ugyanis II. Vilmos császár kénytelen volt lemondani, a császári családot pedig száműzték Németországból. Cecília hercegnő azonban – még mindig nagy népszerűségnek örvendve – a gyermekekkel Berlinben maradhatott. Vilmos hercegnek 1923-ban megengedték, hogy visszatérjen Németországba, de a házaspár az eltelt idő alatt elidegenedett egymástól. A volt trónörökös a bolsevizmus elutasításaként támogatni kezdte a nácikat, míg Cecília továbbra is megőrizte monarchista nézeteit, és aktív szerepet töltött be a közéletben. 1933-ban, a náci párt győzelmével a monarchistákat üldözni kezdték, így Cecília kénytelen volt visszavonulni a potsdami Cecilienhof kastélyába, ahol a zene iránt kezdett érdeklődni, és a kor számos nagy művésze, karmestere megfordult nála.
1941. június 4-én meghalt II. Vilmos császár, így formálisan Vilmos herceg követte őt német császárként és porosz királyként. Cecília ezzel de iure  megkapta a német császárnéi és porosz királynéi címeket, melyeket 1951. július 20-áig, férje haláláig viselt.

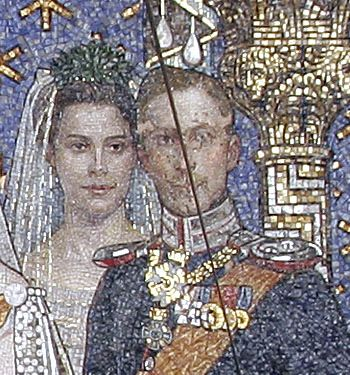
Cecília és Frigyes Vilmos mozaikképe

A második világháború végén, 1945-ben Cecíliának menekülnie kellett Cecilienhofból a Vörös Hadsereg közeledése miatt. Második fiával, Lajos Ferdinánd herceggel és sógorával, Auguszt Vilmos herceggel Kronbergbe utaztak II. Vilmos császár testvéréhez, Margit hessen–kasseli őrgrófnéhoz. Később a hercegnő és fia Bad Kissingbe költözött, ahol a császári család egyik jó barátja, Paul Soltier jóvoltából a Fürstenhofban lakhattak. Cecília hercegnő 1952-ben Stuttgart környékére települt át, ahol meglehetősen szerény körülmények között élt. 1954. május 6-án halt meg egy Bad Kissingbe tett gyógytúra alkalmával, valószínűleg agyvérzés következtében. Férje oldalára temették el a Hohenzollern-kastélyba.

## Emlékezete
Cecília trónörökösné élete végéig népszerű volt a németek körében, emlékét ma is számos épület őrzi:
- az 1920-as években róla nevezték el a berlini Ceciliengärtent
- Cecilienhof az ő tiszteletére kapta nevét
- a Herzogin Cecilie vitorláshajónak ő volt a névadója
- 1905-ben a nordfrieslandi Cecilienkoog is utána lett elnevezve.